# No. 5
「No. 5」是日本的女子偶像組合早安少女組。的第5枚原創專輯。於2003年3月26日發行。唱片公司為zetima。

## 概要
- 與上一張原創專輯『4th「一起走吧！」』相距約1年。
- 收錄第15張單曲「Do it! Now」和第16張單曲「就在這裡!」2首A面曲。
- 新曲「女神 ～慕斯般的溫柔～」是POCKY「慕斯Pocky」的電視廣告歌曲，由Venus Mousse（飯田圭織、矢口真里、後藤真希、吉澤瞳）主唱。
- 新曲「YES! POCKY GIRLS」是POCKY「原味Pocky」的電視廣告歌曲，由POCKY GIRLS（安倍夏美、保田圭、石川梨華、辻希美、加護亞依、高橋愛、紺野朝美、小川麻琴、新垣里沙）主唱。
- 新曲「盡力而為!」是由早安少女組。和Hello! Project Kids+後藤真希合唱。
- 此專輯是早安少女組。以十二人形式參與演唱，三期成員後藤真希只參與三首曲目（Do it! Now、女神 ～慕斯般的溫柔～、盡力而為!）
- 本作分「CD盤」1種版本
- 在4月7日於公信榜專輯週排行榜取得第1位。

## 收錄內容

### CD
1. Intro
（作曲：淳君）
2. Do it! Now
（作詞・作曲：淳君 編曲：鈴木Daichi秀行）
15th單曲・三期成員後藤真希的畢業單曲
3. TOP!
（作詞・作曲：淳君 編曲：守尾崇）
4. 來自我朋友喜歡的男孩的消息（友達（♀）が気に入っている男からの伝言）
（作詞・作曲：淳君 編曲：渡部チェル）
5. 就在這裡!（ここにいるぜぇ!）
（作詞・作曲：淳君 編曲：鈴木Daichi秀行）
16th單曲・東京電視台動畫「Robby & Kerobby」4月至6月主題曲
6. 「很好的朋友」（「すっごい仲間」）
（作詞・作曲：淳君 編曲：ダンス☆マン）
7. 堅強地向前行!（強気で行こうぜ!）
（作詞・作曲：淳君 編曲：鈴木俊介）
辻希美・加護亞依・高橋愛・紺野朝美・小川麻琴・新垣里沙主唱
8. 女神 ～慕斯般的溫柔～（女神 〜Mousseな優しさ〜）
（作詞・作曲：淳君 編曲：小西貴雄）
Venus Mousse主唱・POCKY「慕斯Pocky」電視廣告歌曲
9. YES! POCKY GIRLS
（作詞・作曲：淳君 編曲：高橋諭一）
POCKY GIRLS主唱・POCKY「原味Pocky」電視廣告歌曲
10. HEY! 未来
（作詞・作曲：淳君 編曲：酒井ミキオ）
11. 盡力而為!（がんばっちゃえ!）
（作詞・作曲：淳君 編曲：TATOO）
早安少女組。和Hello! Project Kids+後藤真希合唱
12. 「即使我真的很喜歡你...」（「すごく好きなのに…ね」）
（作詞・作曲：淳君 編曲：酒井ミキオ）
飯田圭織・安倍夏美・保田圭・矢口真里・石川梨華・吉澤瞳主唱
13. 畢業旅行 ～送給那位離開早安少女組。的歌～（卒業旅行 〜モーニング娘。旅立つ人に贈る唄〜）
（作詞・作曲：淳君 編曲：酒井ミキオ）